# Rachel Corsie
Rachel Corsie, né le 17 août 1989 à Aberdeen en Écosse, est une footballeuse internationale écossaise. Elle évolue au poste de défenseure. Elle est, en 2021, la capitaine de l'équipe nationale écossaise.

## Biographie

### En club
En juillet 2008, Rachel Corsie rejoint Glasgow City après avoir quitté Aberdeen Ladies, à l'âge de 18 ans. Lors de sa première saison avec Glasgow, elle inscrit 10 buts. Elle participe également à la Ligue des champions féminine de l'UEFA lors de cette même année, mais est éliminée dès le premier tour.
En janvier 2014, Corsie quitte Glasgow City pour Notts County, afin de réaliser son ambition de jouer en Angleterre.
Rachel Corsie signe en janvier 2015 avec l'équipe américaine du Seattle Reign FC pour la saison 2015 de la Ligue nationale de soccer féminin. Le 25 septembre, elle prêté par Seattle envers son ancien club de Glasgow City. Le 19 mars 2018, Rachel Corsie signe avec le club d'Utah Royals dans la Ligue nationale de soccer féminin.
Elle rejoint par la suite en prêt le Canberra United (Australie), pour la saison 2018-19 de la W-League, et se voit nommée capitaine de l'équipe. Elle est élue meilleure joueuse du club à la fin de la saison.
En août 2020, elle est prêtée à Birmingham City, club de WSL, jusqu'en janvier 2021.
Le 27 janvier 2022, elle rejoint Aston Villa.

### En sélection
Rachel Corsie et la capitaine de l'équipe d'Écosse des moins de 19 ans lors de la phase finale du championnat d'Europe des moins de 19 ans 2008 organisée en France.
Elle fait ses débuts en équipe nationale écossaise le 12 août 2009 lors d'un match amical face à la France. (Défaite 4 à 0)
Rachel porte pour la première fois le brassard de capitaine lors d'une victoire 2-0 contre l'Angleterre en mars 2011.
Elle participe au championnat d'Europe 2017, elle y dispute les trois rencontres de l'Écosse qui est éliminée dès le premier tour. 
Lors de la Coupe du monde 2019, organisée en France, elle est la capitaine de l'équipe d'Écosse.
Rachel Corsie y joue les trois rencontres de l'Écosse qui est éliminée dès le premier tour.

## Palmarès
- Glasgow City :
  - Vainqueur du championnat d'Écosse en 2008, 2009, 2010, 2011, 2012, 2013 et 2015
  - Vainqueur de la Coupe d'Écosse féminine en 2009, 2011, 2012, 2013 et 2015
  - Vainqueur de la Coupe de la Ligue écossaise en 2008, 2009, 2012 et 2013

- Seattle Reign FC :
  - Vainqueur de la National Women's Soccer League en 2015